# Dyslexie
Unter Dyslexie (von altgriechisch δυς dys, deutsch ‚schlecht‘, ‚schwer‘, ‚miss‘- [hier = Missverstehen], λέξις léxis ‚Sprache‘, ‚Redeweise‘, ‚Stil‘ [hier = Redeweise] schlechte/falsche Wiedergabe/Redeweise) versteht man eine Werkzeugstörung, bei der trotz normalen Seh- und Hörvermögens die Fähigkeit eingeschränkt ist, Wörter oder Texte zu lesen und zu verstehen. Man spricht auch von Leseschwierigkeit. Der Begriff Alexie (von altgriechisch α- a- ‚nicht‘-, ‚un‘-) bezeichnet den Verlust der Lesefähigkeit, das völlige Unvermögen zu lesen.

## Beschreibung
Während im englischen Sprachraum der Begriff Dyslexie bzw. dyslexia weit verbreitet ist und sich als Developmental Dyslexia insbesondere auch auf die Lese-Rechtschreibstörung bezieht (Legasthenie, ICD-10 F81.0 „Umschriebene Entwicklungsstörungen schulischer Fertigkeiten“), wird Dyslexie im Deutschen vorwiegend auf erworbene Formen schriftsprachlicher Probleme bezogen, die z. B. bei Hirnschädigungen aufgrund von Unfällen oder Tumoren auftreten können (ICD-10 R48.0).

### Erworbene Dyslexie und Entwicklungsdyslexie
Erworbene Dyslexie tritt bei Kindern und Jugendlichen auf, die durch mangelndes Lese- und Schreibtraining eine unzureichende synaptische Verschaltung der einzelnen Sprachzentren aufweisen. Zunehmend betroffen hiervon sind Heranwachsende in den USA, aber auch in den europäischen Industrienationen.
Die Entwicklungsdyslexie gehört wie die erworbene Dyslexie und der Analphabetismus zu den Auffälligkeiten der kindlichen Schriftsprache.
Zu den möglichen Merkmalen der Entwicklungsdyslexie zählen: fehlende Lesegenauigkeit, niedrige Lesegeschwindigkeit, Probleme beim Behalten gelesener Wörter, keine ganzheitliche Erfassung hoch vertrauter Wörter, mangelndes Leseverständnis, Auslassen / Ersetzen / Hinzufügen von Wörtern oder Wortteilen und Ersetzen von Wörtern oder Wortteilen durch ein semantisch-ähnliches Wort. Außerdem können sich Schwierigkeiten beim Abschreiben von Texten, eine unleserliche Schrift, Einfügungen / Auslassungen / Ersetzung von Buchstaben oder Silben, fehlerhafte Segmentierung von Wörtern und Grammatik- und Interpunktionsfehler zeigen.
Die Defizite der Entwicklungsdyslexie treffen, im Unterschied zu erworbenen Dyslexien, auf ein unvollständig ausgebildetes System der Schriftsprache. Denn das orthografische Lexikon ist noch unzureichend entwickelt und die Verbindungen zum phonologischen Lexikon und semantischen System noch nicht gefestigt.
Dyslexien können auch durch Hirnschädigungen (z. B. beim Schlaganfall oder nach Schädel-Hirn-Trauma) ausgelöst werden. Zu den weiteren Ursachen zählen Hirn- oder Hirnhautentzündungen (Enzephalitis, Meningitis), Hypoxien (Sauerstoffmangel), Hirntumore, Angiome und Epilepsie. Manche dieser Menschen lesen Wörter, die so nicht dastehen (z. B. „Katze“ statt „Hund“), als Paralexie bezeichnet, andere lesen nur mühsam buchstabierend. Die totale Unfähigkeit zu lesen wird als Alexie bezeichnet. Sie ist oft mit Aphasie oder Agraphie (Unfähigkeit, zu buchstabieren oder zu schreiben) verbunden.
Dyslexien werden unter anderem von Logopäden, Sprachheilpädagogen und Klinischen Linguisten behandelt.

### Formen
Es gibt zwei verschiedene Formen von zentralen erworbenen Dyslexien, die Oberflächendyslexie und die Tiefendyslexie.
Die Tiefendyslexie tritt meist im Zusammenhang mit einer Globalen Aphasie oder Broca-Aphasie auf. Den Betroffenen gelingt es hierbei oft das Lexikon anzusteuern, weswegen sowohl reguläre Wörter, als auch irreguläre Wörter meist ohne Schwierigkeiten gelesen werden können. Pseudowörter (frei erfundene Wörter) können meist nicht gelesen werden. Als Störungsort werden hier die perisylvische Region und die Stammganglien angenommen.
Vor allem die Wernicke-Aphasie und die Amnestische Aphasie gelten als Auslöser einer Oberflächendyslexie. Hierbei haben die Betroffenen meist Probleme das Lexikon anzusteuern, weswegen die Betroffenen die Schriftsprache oft einzellautlich verarbeiten. Dadurch kommt es häufig zu Schwierigkeiten beim Lesen von irregulären Wörtern. Die Lokalisation wird hier bei den hinteren Mediaästen und der Wernicke-Region vermutet.
Bei beiden Formen kann es zu Nullreaktionen, phonologischen Paralexien und semantischen Paralexien kommen.
Auch innerhalb der Klassifikationen der Subtypen, zeigt sich ein großes Spektrum an individuellen Symptomen.

#### Neglektdyslexie
Als Neglektdyslexie bezeichnet man die Lesestörung von Patienten, die eine Raum- oder Körperhälfte aufgrund eines Neglektsyndroms, verursacht durch eine Hirnläsion, vernachlässigen. Der Patient nimmt die der Hirnläsion gegenüberliegende Seite seiner Umgebung bzw. des eigenen Körpers nicht oder nur schlecht wahr oder missachtet sie.
Charakterisiert ist die Neglektdyslexie durch Auslassungen von Wörtern, Silben oder ganzen Zeilen sowie Ersetzungen (Substitutionen) gelesener Wörter. Während die Auslassungen bevorzugt in der kontraläsionalen Texthälfte auftreten, treten Substitutionen insgesamt zwar seltener, aber in beiden Texthälften etwa gleich häufig auf. Aufgrund der zahlreichen Auslassungen (ca. 30–50 % Auslassungen in einem Text), entgeht diesen Patienten oft der Sinn des Gelesenen. Dies hat zur Folge, dass ihnen das Lesen keine Freude mehr bereitet und sie es aufgeben. Die Neglektdyslexie zeigt sich auch beim Lesen von Zahlen.
Die auffälligsten Neglektsymptome bilden sich meist innerhalb weniger Wochen zurück, jedoch bleiben viele betroffene Patienten in Alltagsfunktionen (z. B. Ankleiden, Essen, Transfer vom Bett zum Rollstuhl, Navigation mit dem Rollstuhl, Lesen und Schreiben) erheblich beeinträchtigt.

### Diagnostik
Die Diagnostik einer Dyslexie besteht aus einem normbezogenen und einem modellorientierten Teil. Mit der normbezogenen Diagnostik, welche das Ziel hat, durchschnittliche von unterdurchschnittlichen Leistungen abzugrenzen, wird begonnen. Hierbei werden häufig folgende Aufgaben herangezogen: leises/lautes Lesen, Wort-Bild-Zuordnungsaufgaben sowie Schreiben nach Diktat. Im deutschsprachigen Raum stehen eine Reihe von Schriftsprachtests zur Verfügung, zu denen Normen verschiedener Alters- bzw. Klassenstufen vorliegen. Die Auswertung erfolgt anhand einer Bestimmung der korrekten oder fehlerhaften Antworten bzw. eines Vergleichs mit den Normdaten. Auf diese folgt die modellorientierte Diagnostik, wenn sich entweder Auffälligkeiten bei der normbezogenen Diagnostik zeigen, oder der Verdacht besteht, dass vermutete Auffälligkeiten nicht aufgedeckt wurden, oder der Therapeut nach Abschluss der Therapie überprüfen will, ob sich strukturelle Veränderungen beim Lesen und/oder Schreiben ergeben haben.
Bei der Wahl eines Diagnostikverfahrens sollte auf die aktuelle Rechtschreibregelung geachtet werden, da dies bei den Lesetests in Bezug auf die Darbietung relevant ist.

#### Modellorientierte Diagnostik
Mittels der modellorientierten Diagnostik können eine individuelle und differenzierte Planung von Therapiezielen durchgeführt und Erfolge oder Lernplateaus erkannt werden, wodurch der Therapieerfolg überprüft wird. Bisher vorliegende Testbatterien wurden ausschließlich für erworbene Dyslexien und Dysgraphien entwickelt und beinhalten eine ausführliche Aufgaben- und Stimulussammlung, um die einzelnen Komponenten des Lesens und Schreibens zu kontrollieren. Durch die differenzierte und statistisch zuverlässige modellorientierte Diagnostik ist eine inhaltsreiche Fehleranalyse erreichbar, jedoch erfordert die Durchführung einen hohen Zeitaufwand. Für die Diagnostik wird das Zwei-Wege-Modell des Lesens und Schreibens herangezogen.
LEMO (Lexikon modellorientiert) ist ein modellorientiertes Diagnostikverfahren und dient zur Untersuchung der Schriftsprache. Mit diesem Modell, welches als einziges auch zur Untersuchung von kindlichen Dyslexien und Dysgraphien herangezogen wird, können zielgerichtet einzelne Routen und Bestandteile des Zwei-Wege-Modells kontrolliert werden. Eine Herausforderung stellt die Auswertung bei der Diagnostik von kindlichen Dyslexien aufgrund der altersbedingt noch nicht vollständig entwickelten Komponenten dar.

### Lese-Rechtschreib-Schwäche
In der herkömmlichen Definition liegt eine Lese-Rechtschreib-Schwäche vor, wenn das Leseverständnis des Patienten deutlich unter Durchschnitt von Personen mit vergleichbarem IQ liegt.
Seit den 1990er Jahren wurde die Praktikabilität dieser Diagnose aber angezweifelt; eine Reihe von Studien fand keine IQ-abhängigen Unterschiede zwischen Kindern mit schriftsprachlichen Problemen. Es ist daher umstritten, ob Developmental Dyslexia überhaupt eine objektiv diagnostizierbare Störung darstellt.
In The Dyslexia Debate (2014) vertreten die Autoren die These, Dyslexia sei eine „sinnleere, pseudo-medizinische“ Diagnose, die vor allem eine soziale Funktion innehat.
Da keine einheitliche Definition der Diagnose allgemein akzeptiert ist, klaffen auch die Schätzungen zur Prävalenz auseinander; vermutlich kombiniert die Diagnose „Lese-Rechtschreib-Schwäche“ bzw. Developmental Dyslexia eine Reihe von unterschiedlichen Ätiologien; zudem ist es möglich, dass verschiedene Schriftsprachen bzw. Orthographien unterschiedliche Auswirkungen auf die Prävalenz von Legasthenie haben.
Die besondere Häufung von Dyslexie in bestimmten Familien lässt vermuten, dass diese Störung zumindest teilweise erblich bedingt ist. Neuere Studien unterstützen diese These: Sie zeigen, dass eine bestimmte Region auf Chromosom 6 mit einer Prädisposition für Dyslexie in Zusammenhang steht. Auf dem besagten Chromosomenabschnitt befindet sich ein Gen mit der Bezeichnung DCDC2. Bei Untersuchungen von 153 Familien, bei denen Dyslexie vorkommt, konnte immer dieselbe Deletion (eine bestimmte Chromosomenmutation) im DCDC2-Gen nachgewiesen werden. Die genaue Funktion des Gens ist noch unklar, allerdings gibt es experimentelle Hinweise, dass es eine wichtige Rolle bei der Entwicklung bestimmter Neuronen im Gehirn spielt.
Schumacher und Kollegen fanden weitere zwingende Belege für die entscheidende Rolle des DCDC2-Gens bei der Entwicklung einer Dyslexie. Sie konnten bestimmte genetische Variationen, sogenannte Single Nucleotide Polymorphism (SNP), in diesem Gen nachweisen, die den Träger empfänglich für die Störung machen. Hierbei scheinen unterschiedliche SNP-Marker für unterschiedlich schwere Ausprägungen der Dyslexie verantwortlich zu sein.
Eine mögliche Therapieform ist nach Ansicht der Universität Haifa ein Lesetraining unter Zeitdruck, um die beteiligten Gehirnvorgänge zu synchronisieren.

## Trivia
In der amerikanischen Sitcom Die Bill Cosby Show leidet der Sohn der Familie, „Theo“, an Dyslexie.
Auch in der Serie American Dad leidet der Sohn der Familie, „Steve“, an einer „selektiven“ Dyslexie.